# 遠雄U-TOWN
25°03′43.0″N 121°38′53.1″E / 25.061944°N 121.648083°E

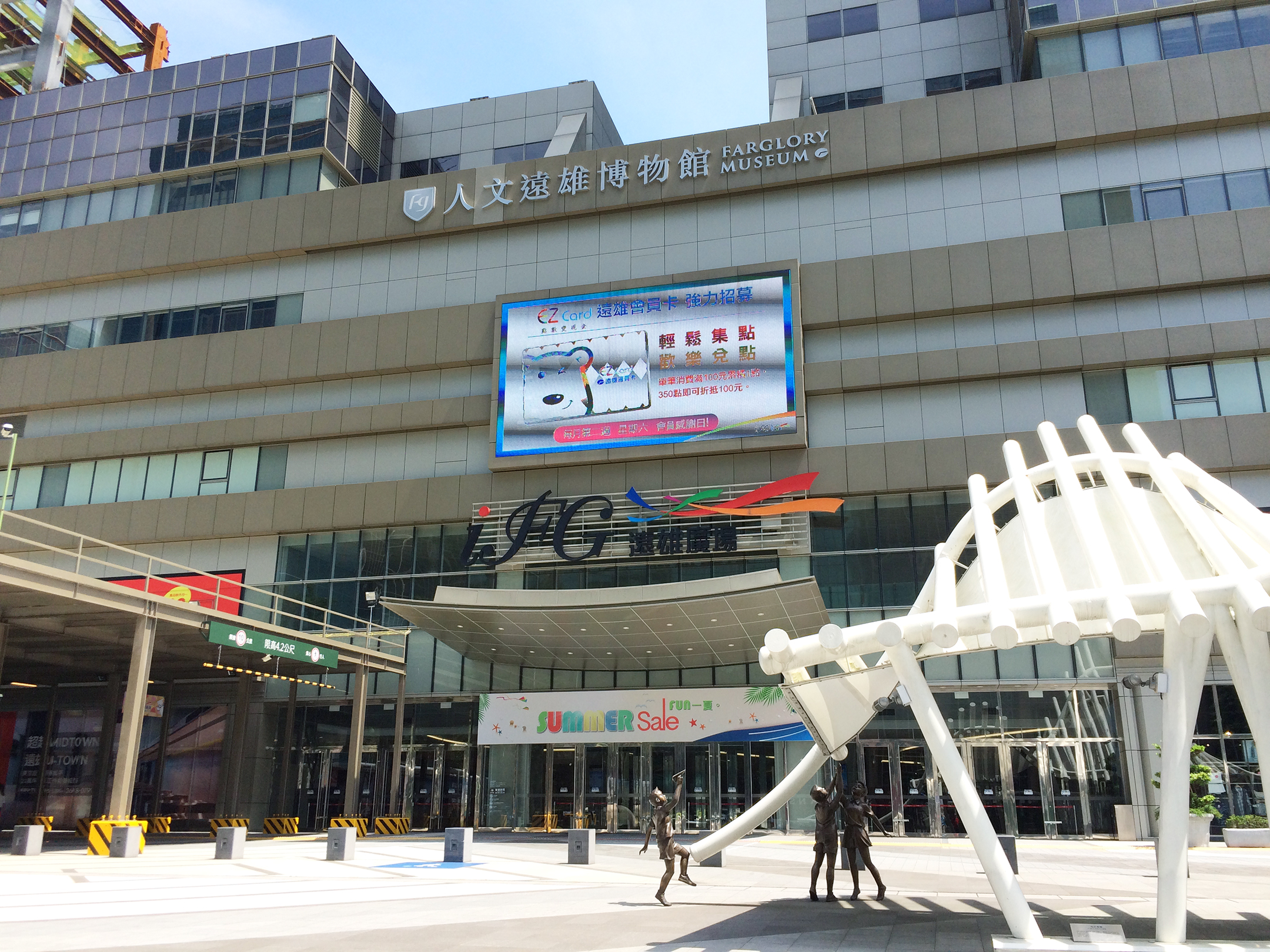
IFG遠雄廣場及一旁的遠雄博物館

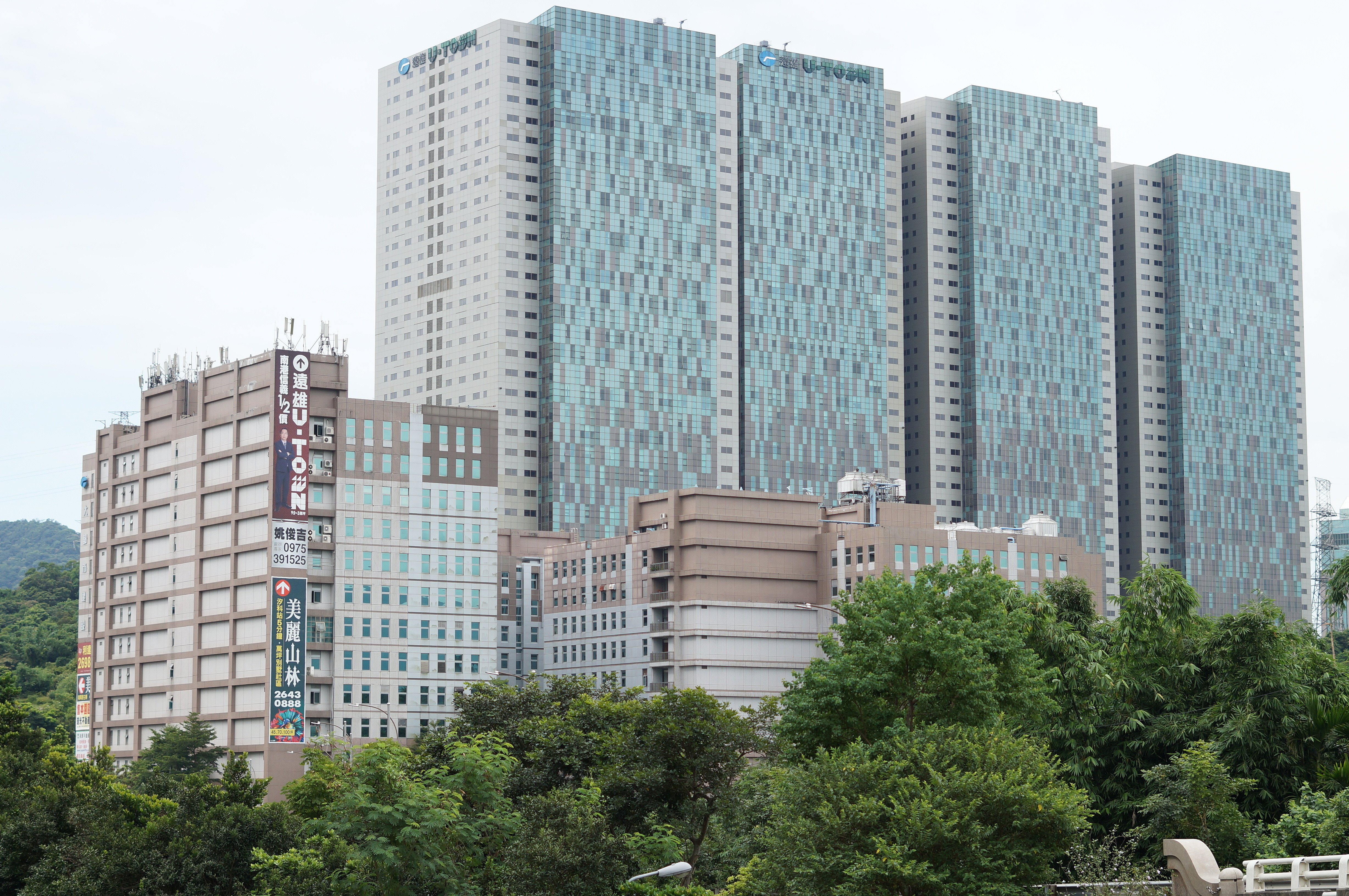
遠雄U-TOWN4棟廠辦大樓遠景

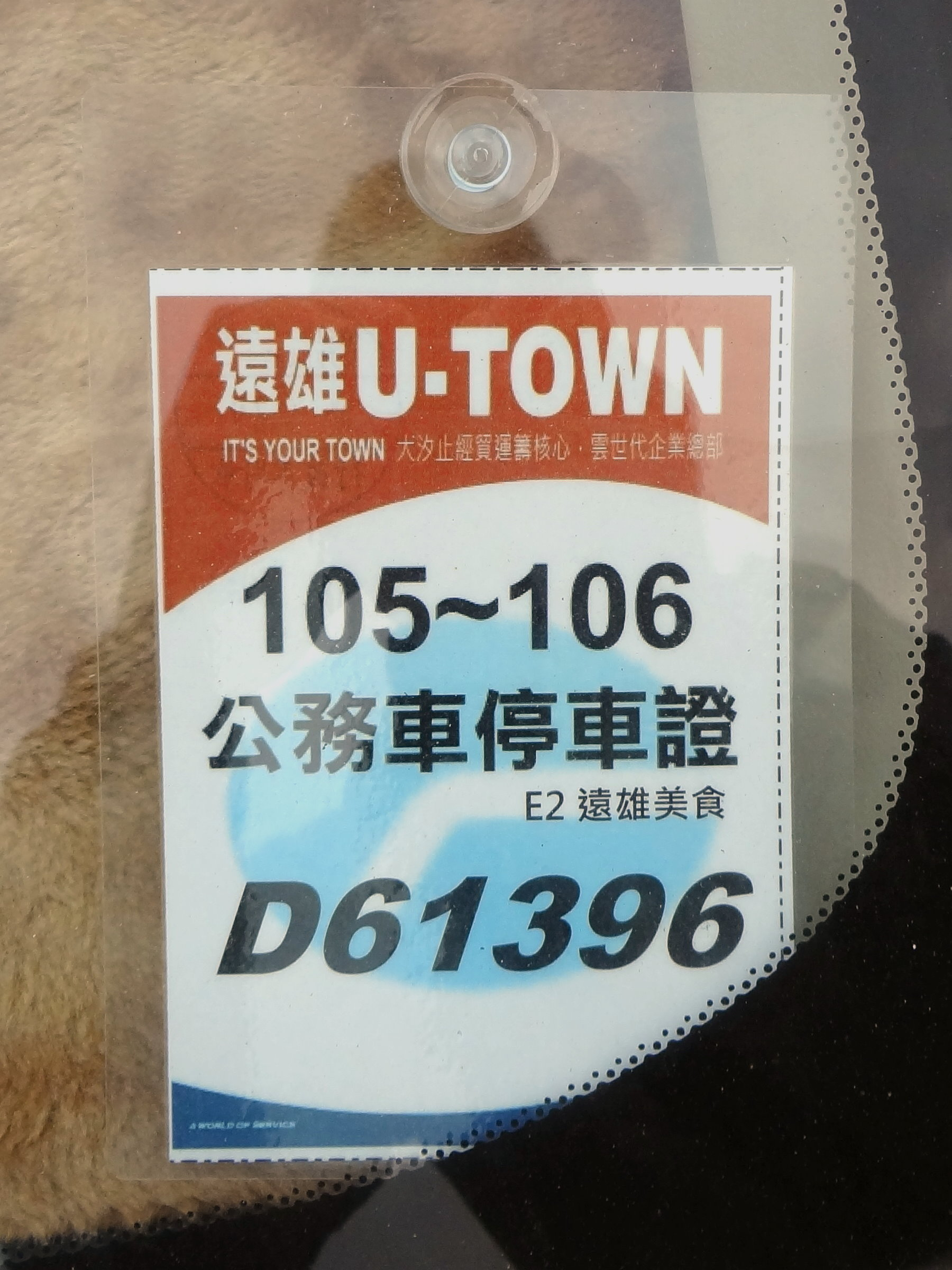
遠雄U-TOWN公務車停車證

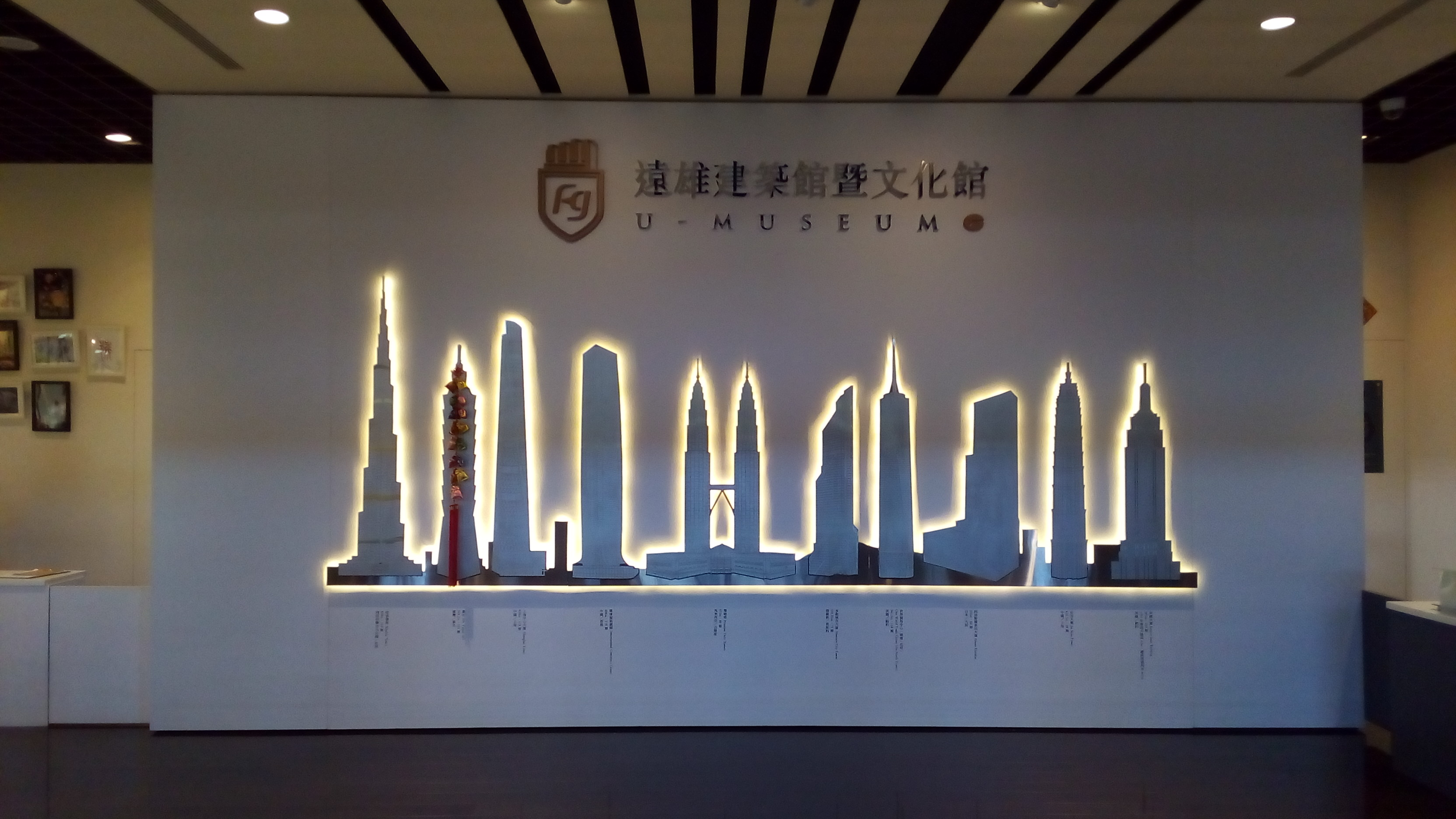
內部的遠雄建築館兼文化館

遠雄U-TOWN是遠雄建設在新北市汐止區已完工的一座工商綜合大樓，位於東方科學園區對面，並緊鄰汐科車站、遠東世界中心及新台五路交流道，目前已成為汐止的重要地標之一。

## 配置
遠雄U-TOWN分為A、B、C、D四棟與底座部分，
底座部分為IFG遠雄廣場及停車場，已開始營運。
地下第4層至地下第5層為汽車停車場，地下第3層為倉儲暨物流中心，地下第2層為機車停車場，地下第1層至地上3層為IFG遠雄廣場，地上4層為挑高轉換大廳、國際會議中心與遠雄建築館暨文化館，地上5層－地上37層為商辦。

### 公司單位
- 亞太國際專利商標事務所
- 眾律國際法律事務所汐科分所
- 翔傲國際電訊
- 原力精密儀器
- 崇友實業
- 陞泰電子
- 台灣國際航電
- 其陽科技
- 友通資訊
- 康宏數字化供應鏈-智能電子零組件倉儲
- 美商安邁科技股份有限公司台灣分公司
- 和暢科技

## 交通訊息
- 臺灣鐵路股份有限公司  縱貫線汐科車站

### 公車資訊
- 公路客運 站牌名為《東方科學園區》

| 編號 | 經營業者 | 區間                 | 備註        |
| ---- | -------- | -------------------- | ----------- |
| 1031 | 基隆客運 | 國家新城－汐止樟樹灣 | 經省道台5線 |

- 市區公車 站牌名為《東方科學園區》

| 編號 | 經營業者            | 區間               | 備註                    |
| ---- | ------------------- | ------------------ | ----------------------- |
| 605  | 中興巴士            | 汐止－台北車站     | 僅停靠 東方科學園區站牌 |
| 675  | 中興巴士            | 汐止－捷運公館站   | 僅停靠 東方科學園區站牌 |
| 678  | 新北客運            | 汐止－捷運市政府站 | 僅停靠 東方科學園區站牌 |
| 823  | 臺北客運 大都會客運 | 汐止－舊莊         | 僅停靠 東方科學園區站牌 |
| 907  | 欣欣客運            | 崇義高中－萬華     | 僅停靠 東方科學園區站牌 |
| 951  | 指南客運 中興巴士   | 汐止－新店         | 僅停靠 東方科學園區站牌 |
| 藍15 | 中興巴士            | 汐止－捷運昆陽站   | 僅停靠 東方科學園區站牌 |

- 新北市新巴士 站牌名為《東方科學園區》

| 編號  | 經營業者 | 區間                   | 備註                    |
| ----- | -------- | ---------------------- | ----------------------- |
| F901  | 世豪通運 | 汐止車站－汐碇路石頭公 | 僅停靠 東方科學園區站牌 |
| F915  | 世豪通運 | 汐止公園－金龍國小     | 僅停靠 東方科學園區站牌 |
| F912A | 世豪通運 | 汐止公園－汐止火車站   | 僅停靠 東方科學園區站牌 |
| F912B | 世豪通運 | 汐止火車站－汐止公園   | 僅停靠 東方科學園區站牌 |

## 外部連結
- （繁體中文） 遠雄U-TOWN （页面存档备份，存于）
- （繁體中文） Facebook 社團 「靠北遠雄U-TOWN」